# Hans Carl Erdmann von Manteuffel

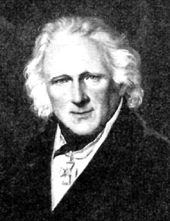
Hans Carl Erdmann von Manteuffel

Hans Carl Erdmann Freiherr von Manteuffel (* 6. März 1773 in Sorau; † 31. März 1844 in Magdeburg) war ein preußischer Oberlandesgerichtspräsident.

## Leben

### Herkunft
Carl war Angehöriger der freiherrlich sächsisch-niederlausitzischen Linie der Familie von Manteuffel. Seine Eltern waren der kursächsische Major Christoph Friedrich von Mihlendorff Freiherr von Manteuffel (1727–1803) und Christiane Margarethe Elisabeth von Hartig aus dem Hause Althörnitz (1736–1812). Ein älterer Bruder war der sächsische Geheimrat August von Manteuffel.

### Werdegang
Gefördert durch ein Stipendium der sächsischen Regierung, absolvierte Freiherr von Manteuffel in den Jahren 1792 bis 1798 ein Studium der Rechtswissenschaften an der Universität Leipzig. Seine erste Anstellung als unmittelbarer Nachfolger seines Bruders August fand er als Landsyndikus des Markgraftums Niederlausitz. Nach dem frühen Tod seines Bruders Otto (1777–1812) folgte er diesem auf Wunsch des Königs als Präsident der Oberamtsregierung in Lübben. Nach dem Hoheitswechsel nach Preußen wechselte er als Präsident des Oberlandesgerichts Ratibor.

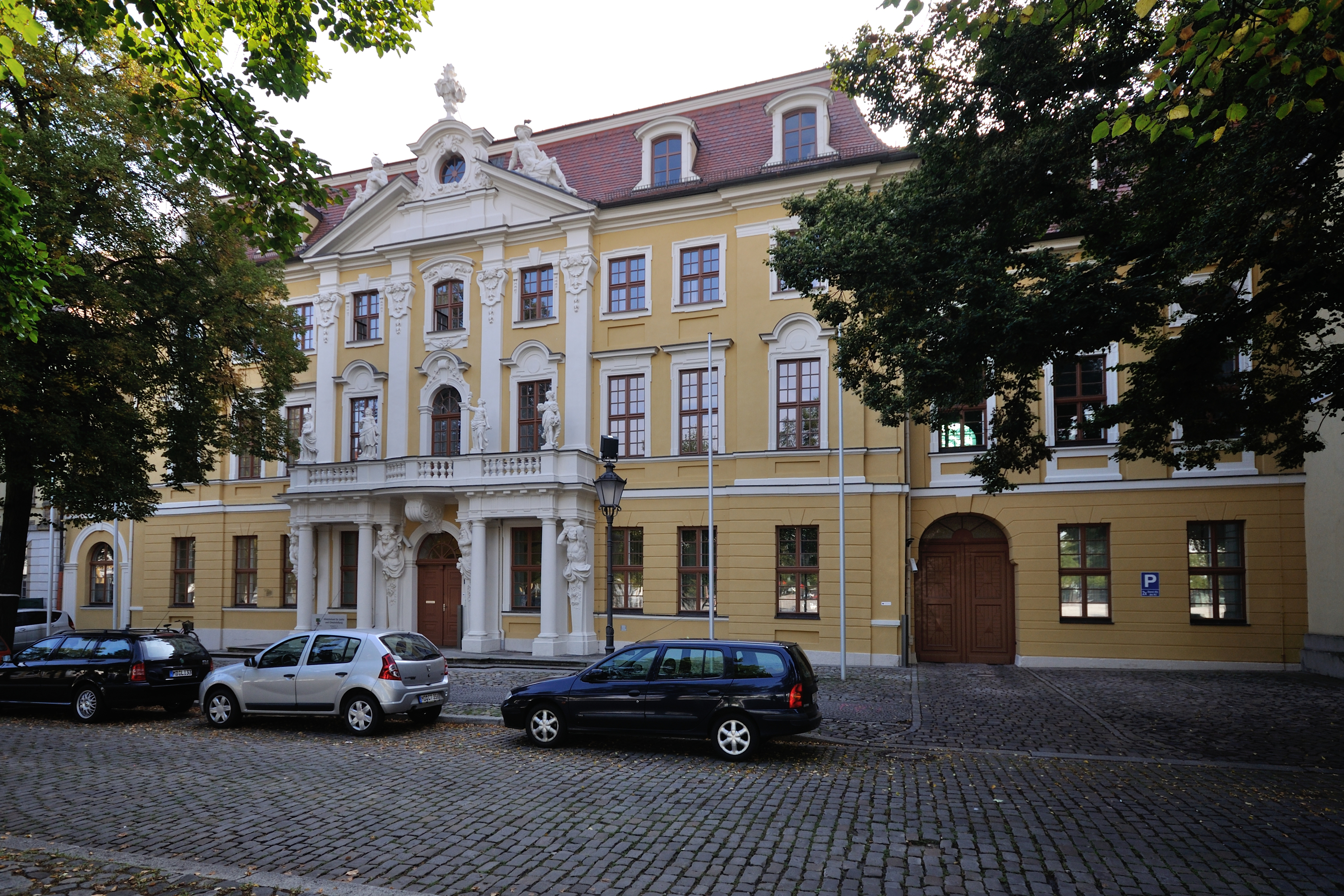
Knautsches Palais, Domplatz 4, Magdeburg-Altstadt

1819 wurde er Oberlandesgerichtspräsident in Magdeburg, der Stadt, welche sein fortwährender Lebens- und Wirkungsmittelpunkt sein sollte. Er lebte dort im Knautschen Palais in unmittelbarer Nähe des Oberlandesgerichts Magdeburg. Der Oberbürgermeister August Wilhelm Francke ernannte Manteuffel 1837 zum Ehrenbürger der Stadt und von 1839 an saß er zusätzlich ehrenamtlich im Magdeburger Stadtrat.
Er wurde zum Wirklichen Geheimen Rat, verbunden mit der Anrede Exzellenz ernannt und erhielt den Roten Adlerorden II. Klasse mit Stern und Eichenlaub, war weiterhin auch Träger des St. Johanniterordens.
Manteuffel war seit seiner Studienzeit Mitglied der Literarischen Gesellschaft in Leipzig und seit 1822 Mitglied der Magdeburger Freimaurerloge Ferdinand zur Glückseligkeit, in der er von 1839 an als Meister vom Stuhl wirkte. Bereits 1812 In Dresden wurde er Mitglied der Dresdner Freimaurerloge Zum goldenen Apfel.

### Familie
Freiherr von Manteuffel heiratete am 28. Dezember 1806 in Lübbenau die Gräfin Isabella Johanne Wilhelmine zu Lynar (1781–1849) Witwe des Generalleutnants Carl Ludwig Christian von Wartensleben (1733–1805). Aus der Ehe ging als einziger Sohn der preußische Generalfeldmarschall Edwin von Manteuffel (1809–1885) hervor, welcher sich 1844 mit Hertha von Witzleben (1815–1879), Tochter des preußischen Generaladjutanten und Kriegsministers Job von Witzleben (1783–1837) vermählte und den Stamm fortsetzte. 
Das Paar hatte weiter zwei Töchter: Clotilde (* 1. September 1807; † 31. Mai 1854) und Isabella (* 7. Juni 1811; † 13. Dezember 1892). Diese heirateten nacheinander den Juristen und Kronsyndikus Heinrich von Schlieckmann (1800–1869).